# Xanthodaphne heterogramma
Xanthodaphne heterogramma é uma espécie de gastrópode do gênero Xanthodaphne, pertencente a família Raphitomidae.